# Ichthus College (Veenendaal)
Het Ichthus College is een middelbare school op reformatorische grondslag in de Nederlandse plaats Veenendaal, die in de provincie Utrecht ligt.
De school werd in 1956 opgericht als hervormde ULO en had in het eerste jaar 51 leerlingen. In 2017 telde de school 2040 leerlingen en ruim 200 werknemers.

## Visie, identiteit
De eerste letters van  het Griekse woord voor vis, I-Ch-Th-U–S, vormen de beginletters van een oude Griekstalige christelijke geloofsbelijdenis, namelijk I-esous Ch-ristos Th-eou Hu-ios S-ooter ("Jezus Christus Gods Zoon Redder"). De school wil midden in de samenleving staan en van daaruit de leerlingen "begeleid confronteren". De grondslagen zijn daarbij de Bijbel, die als onfeilbaar wordt beschouwd, en de gereformeerde belijdenisgeschriften. Van personeel en van ouders wordt instemming met deze grondslag gevraagd. De school gaat uit van de PKN (Hervormde Gemeente Veenendaal), de Christelijke Gereformeerde Kerken (Pniëlkerk), de Gereformeerde Gemeenten (Adventkerk) en de Hersteld Hervormde Kerk (HHG Veenendaal).
Hoewel het Ichthus College dezelfde grondslag kent als de scholen die behoren tot de reformatorische of bevindelijk-gereformeerde zuil, wordt de school niet tot deze zuil gerekend. Het Ichthus College hanteert minder strikte leefregels dan de reformatorische scholen. Zo is het bijvoorbeeld aan meisjes toegestaan om op school een broek te dragen. De school profileert zich dan ook als een school op zich, tussen de protestants-christelijke en de bevindelijk-gereformeerde scholen in.

## Streekschool
De leerlingen komen voor iets minder dan de helft uit Veenendaal en verder uit Ede, de Betuwe en de Utrechtse Heuvelrug. De school ligt vlak bij NS station Veenendaal West. In samenwerking met de ouders was er een schoolbus naar de Betuwe opgezet. Door te weinig aanmeldingen van leerlingen in 2016 is deze bus gestopt. Er is een mogelijkheid van school gekomen om korting te krijgen voor elektrische fietsen.